# Thomas Lindblad
Thomas Lindblad, född 1944, är en svensk författare och expert på moderna bruksföremål.

## Biografi
Lindblad var under många år lärare vid Kristofferskolan i Bromma. Han blev 2004 uppmärksammad för sin insamling och kartläggning av bruksföremål i plast som visades på utställningen "Svensk Plastdesign 1950–1975" utställd på Röhsska museet i Göteborg samt Svensk Form i Stockholm. I anslutning till detta gav han ut boken Bruksföremål av plast : materialen, formgivarna, fabrikerna som utkom i en andra upplaga 2008.
Han har därefter fortsatt att kartlägga och dokumentera design av bruksföremål och gav 2015 ut Aluminium och rostfritt stål: skandinavisk bruksdesign från 1920-tal till 1970-tal, samt 2021 Design till vardags: 100 formklassiker för hemmet.